# Grazia Barbiero
Grazia Barbiero (* 21. November 1951 in Bozen) ist eine Südtiroler Politikerin.

## Biographie
Barbiero erlangte einen Universitätsabschluss in Modernen Sprachen an der Cattolica in Mailand und arbeitete in der Folge als Lehrerin. Bereits in jungen Jahren heiratete sie den Künstler Jakob De Chirico. Politisch engagierte sie sich im Partito Comunista Italiano. Von 1974 bis 1979 vertrat sie den PCI im Gemeinderat der Stadt Meran, von 1984 bis 1986 leitete sie die Südtiroler Landesorganisation ihrer Partei. Nach dem Rücktritt von Anselmo Gouthier rückte sie 1979 in den Südtiroler Landtag und damit gleichzeitig den Regionalrat Trentino-Südtirol nach. Bei den Landtagswahlen 1983 konnte die insbesondere frauenpolitisch engagierte Barbiero De Chirico ihr Mandat erfolgreich verteidigen, das sie bis zum Ende der Legislaturperiode 1988 innehatte. Anschließend war sie bis 2019 beruflich im Präsidium der Abgeordnetenkammer in Rom tätig.

## Publikation
- Scenari in movimento. Gli anni settanta e ottanta in Alto Adige/Südtirol. Edition Raetia, Bozen 2021, ISBN 978-88-7283-776-4.